# Dubai Darts Masters 2017
De Dubai Darts Masters 2017 was de vijfde, en tevens laatste editie van de Dubai Darts Masters. Het toernooi was onderdeel van de World Series of Darts. Het toernooi werd gehouden van 24 tot 25 mei 2017 in het Dubai Tennis Centre, Dubai. Gary Anderson was de titelverdediger, en won ook deze editie van het toernooi door in de finale met 11-7 te winnen van de Nederlander Michael van Gerwen.

## Deelnemers
In tegenstelling tot andere World Series of Darts toernooien, doen er in de Dubai Darts Masters geen regionale qualifiers mee. Het deelnemersveld bestaat hier dan ook slechts uit 8 spelers, in plaats van de gebruikelijke 16 deelnemers in de andere World Series of Darts toernooien. De deelnemers waren:
- Michael van Gerwen
- Gary Anderson
- Peter Wright
- James Wade
- Dave Chisnall
- Gerwyn Price
- Phil Taylor
- Raymond van Barneveld